# Giochi mondiali 2022
I Giochi mondiali 2022 sono stati l'undicesima edizione della competizione. Si sono svolti dal 7 al 17 luglio 2022 a Birmingham, in Alabama, negli Stati Uniti d'America.

## Città ospitante
Le città che si erano offerte per ospitare i giochi sono:
- Lima
- Ufa
- Birmingham

Nel 2015 è stata presa la decisione che Birmingham avrebbe ospitato i giochi.

## I giochi

### Discipline sportive[4]
- Arrampicata sportiva (dettagli)
- Biliardo (dettagli)
- Bocce (dettagli)
- Bowling (dettagli)
- Canoa maratona (dettagli)
- Canoa polo (dettagli)
- Danza sportiva (dettagli)
- Duathlon (dettagli)
- Fistball (dettagli)
- Flag football (dettagli)
- Floorball (dettagli)
- Frisbee (dettagli)
- Ginnastica acrobatica (dettagli)
- Ginnastica aerobica (dettagli)
- Ginnastica ritmica (dettagli)
- Hockey in-line (dettagli)
- Ju-Jitsu (dettagli)
- Karate (dettagli)
- Kickboxing (dettagli)
- Korfball (dettagli)
- Lacrosse (dettagli)
- Muaythai (dettagli)
- Nuoto per salvamento (dettagli)
- Nuoto pinnato (dettagli)
- Orienteering (dettagli)
- Beach handball (dettagli)
- Parkour (dettagli)
- Pattinaggio artistico a rotelle (dettagli)
- Pattinaggio di velocità in linea (dettagli)
- Pattinaggio su strada (dettagli)
- Powerlifting (dettagli)
- Racquetball (dettagli)
- Rugby in carrozzina (dettagli)
- Sci nautico (dettagli)
- Softball (dettagli)
- Sport dell'aria (dettagli)
- Squash (dettagli)
- Sumo (dettagli)
- Tiro alla fune (dettagli)
- Tiro con l'arco (dettagli)
- Trampolino elastico (dettagli)
- Wushu (dettagli)

### Partecipanti
- Afghanistan (3)
- Algeria (1)
- Argentina (46)
- Aruba (2)
- Australia (98)
- Austria (72)
- Azerbaigian (15)
- Bahrein (3)
- Belgio (77)
- Bosnia ed Erzegovina (3)
- Bolivia (2)
- Brasile (74)
- Brunei (2)
- Bulgaria (10)
- Cambogia (2)
- Canada (132)
- Cile (28)
- Cina (40)
- Taipei cinese (74)
- Colombia (70)
- Costa Rica (9)
- Croazia (21)
- Cuba (1)
- Rep. Ceca (87)
- Danimarca (44)
- Rep. Dominicana (2)
- Ecuador (13)
- Egitto (21)
- El Salvador (2)
- Estonia (8)
- Finlandia (37)
- Francia (167)
- Georgia (1)
- Germania (237)
- Gran Bretagna (110)
- Grecia (15)
- Guatemala (6)
- Irochesi (24)
- Hong Kong (17)
- Ungheria (59)
- Islanda (4)
- India (10)
- Indonesia (6)
- Irlanda (8)
- Israele (51)
- Italia (185)
- Giappone (138)
- Giordania (3)
- Kazakistan (16)
- Kuwait (4)
- Kirghizistan (2)
- Lettonia (33)
- Lituania (11)
- Lussemburgo (1)
- Malaysia (5)
- Mauritius (2)
- Messico (78)
- Moldavia (2)
- Mongolia (7)
- Montenegro (3)
- Marocco (10)
- Namibia (1)
- Nepal (2)
- Paesi Bassi (80)
- Nuova Zelanda (46)
- Macedonia del Nord (2)
- Norvegia (28)
- Pakistan (1)
- Panama (26)
- Paraguay (2)
- Perù (4)
- Filippine (9)
- Polonia (71)
- Portogallo (47)
- Porto Rico (31)
- Qatar (12)
- Romania (21)
- Senegal (1)
- Serbia (5)
- Singapore (15)
- Slovacchia (12)
- Slovenia (18)
- Sudafrica (21)
- Corea del Sud (30)
- Spagna (57)
- Suriname (14)
- Svezia (56)
- Svizzera (102)
- Thailandia (32)
- Tunisia (1)
- Turchia (3)
- Ucraina (105)
- Emirati Arabi Uniti (13)
- Stati Uniti (340)
- Uruguay (2)
- Uzbekistan (5)
- Venezuela (16)
- Vietnam (5)
- Isole Vergini Americane (9)

## Medagliere
| Posiz. | Nazione                 | Oro | Argento | Bronzo | Totale |
| ------ | ----------------------- | --- | ------- | ------ | ------ |
| 1      | Germania                | 24  | 7       | 16     | 47     |
| 2      | Stati Uniti             | 16  | 18      | 10     | 44     |
| 3      | Ucraina                 | 16  | 12      | 17     | 45     |
| 4      | Italia                  | 13  | 24      | 12     | 49     |
| 5      | Francia                 | 11  | 15      | 16     | 42     |
| 6      | Ungheria                | 11  | 7       | 9      | 27     |
| 7      | Belgio                  | 11  | 4       | 5      | 20     |
| 8      | Giappone                | 10  | 11      | 12     | 33     |
| 9      | Colombia                | 9   | 10      | 6      | 25     |
| 10     | Cina                    | 9   | 4       | 1      | 14     |
| 11     | Israele                 | 7   | 3       | 4      | 14     |
| 12     | Spagna                  | 6   | 6       | 7      | 19     |
| 13     | Regno Unito             | 6   | 3       | 4      | 13     |
| 14     | Canada                  | 5   | 5       | 5      | 15     |
| 15     | Svizzera                | 5   | 4       | 3      | 12     |
| 16     | Messico                 | 5   | 2       | 5      | 12     |
| 17     | Danimarca               | 4   | 3       | 3      | 10     |
| 18     | Thailandia              | 4   | 3       | 2      | 9      |
| 19     | Svezia                  | 3   | 6       | 5      | 14     |
| 20     | Polonia                 | 3   | 5       | 7      | 15     |
| 21     | Paesi Bassi             | 3   | 3       | 4      | 10     |
| 22     | Egitto                  | 3   | 2       | 1      | 6      |
| 23     | Australia               | 3   | 1       | 2      | 6      |
| 24     | Croazia                 | 2   | 5       | 0      | 7      |
| 25     | Indonesia               | 2   | 3       | 0      | 5      |
| 26     | Norvegia                | 2   | 2       | 1      | 5      |
| 26     | Serbia                  | 2   | 2       | 1      | 5      |
| 28     | Brasile                 | 2   | 1       | 5      | 8      |
| 28     | Emirati Arabi Uniti     | 2   | 1       | 5      | 8      |
| 30     | Austria                 | 2   | 1       | 1      | 4      |
| 31     | Cambogia                | 2   | 0       | 0      | 2      |
| 31     | Vietnam                 | 2   | 0       | 0      | 2      |
| 33     | Taipei cinese           | 1   | 6       | 6      | 13     |
| 34     | Grecia                  | 1   | 3       | 4      | 8      |
| 34     | Corea del Sud           | 1   | 3       | 4      | 8      |
| 36     | Portogallo              | 1   | 3       | 1      | 5      |
| 37     | Kazakistan              | 1   | 2       | 1      | 4      |
| 38     | Slovenia                | 1   | 1       | 3      | 5      |
| 39     | Slovacchia              | 1   | 1       | 2      | 4      |
| 40     | Bulgaria                | 1   | 1       | 1      | 3      |
| 40     | Nuova Zelanda           | 1   | 1       | 1      | 3      |
| 42     | Brunei                  | 1   | 1       | 0      | 2      |
| 43     | Hong Kong               | 1   | 0       | 4      | 5      |
| 44     | Ecuador                 | 1   | 0       | 3      | 4      |
| 45     | Azerbaigian             | 1   | 0       | 1      | 2      |
| 45     | Lituania                | 1   | 0       | 1      | 2      |
| 47     | Algeria                 | 1   | 0       | 0      | 1      |
| 47     | Costa Rica              | 1   | 0       | 0      | 1      |
| 47     | Moldavia                | 1   | 0       | 0      | 1      |
| 47     | Filippine               | 1   | 0       | 0      | 1      |
| 47     | Sudafrica               | 1   | 0       | 0      | 1      |
| 52     | Marocco                 | 0   | 4       | 0      | 4      |
| 53     | Rep. Ceca               | 0   | 3       | 3      | 6      |
| 54     | Isole Vergini Americane | 0   | 3       | 1      | 4      |
| 55     | Cile                    | 0   | 2       | 1      | 3      |
| 55     | Venezuela               | 0   | 2       | 1      | 3      |
| 57     | Argentina               | 0   | 1       | 2      | 3      |
| 57     | Romania                 | 0   | 1       | 2      | 3      |
| 57     | Singapore               | 0   | 1       | 2      | 3      |
| 60     | Finlandia               | 0   | 1       | 1      | 2      |
| 60     | Kirghizistan            | 0   | 1       | 1      | 2      |
| 60     | Uzbekistan              | 0   | 1       | 1      | 2      |
| 63     | Bahrein                 | 0   | 1       | 0      | 1      |
| 63     | Bosnia ed Erzegovina    | 0   | 1       | 0      | 1      |
| 63     | Guatemala               | 0   | 1       | 0      | 1      |
| 63     | Mongolia                | 0   | 1       | 0      | 1      |
| 63     | Perù                    | 0   | 1       | 0      | 1      |
| 63     | Qatar                   | 0   | 1       | 0      | 1      |
| 69     | Malaysia                | 0   | 0       | 2      | 2      |
| 70     | Bolivia                 | 0   | 0       | 1      | 1      |
| 70     | India                   | 0   | 0       | 1      | 1      |
| 70     | Panama                  | 0   | 0       | 1      | 1      |
| 70     | Tunisia                 | 0   | 0       | 1      | 1      |
| Totale | Totale                  | 224 | 221     | 222    | 667    |